# DDR-Fußball-Bezirksliga 1954/55
Die DDR-Bezirksliga wurde mit der Saison 1954/55 zum 3. Mal ausgetragen und war die höchste Spielklasse eines Bezirks sowie die dritthöchste im Ligasystem auf dem Gebiet des DS.
Der Spielbetrieb der 15 Bezirksligen wurde vom jeweiligen Bezirksfachausschuss (BFA) durchgeführt.
Wie in der Vorsaison wurden alle Bezirksmeister in eingleisigen Ligen ermittelt, die sich für die Aufstiegsrunde zur neu geschaffenen II. DDR-Liga qualifizierten. In dieser wurden dann in drei Staffeln zu je fünf Mannschaften die sechs Aufsteiger ermittelt. Den Aufstieg schafften aus der Staffel 1 Motor Stralsund und Lokomotive Cottbus, aus der Staffel 2 Chemie Leuna und Stahl Riesa sowie aus der Staffel 3 Fortschritt Neustadt-Glewe und Lichtenberg 47.

## Bezirksmeister
| Bezirk           | Mannschaft                     |
| ---------------- | ------------------------------ |
| Rostock          | BSG Motor Stralsund            |
| Schwerin         | BSG Fortschritt Neustadt-Glewe |
| Neubrandenburg   | BSG Lokomotive Waren-Rethwisch |
| Potsdam          | BSG Motor Hennigsdorf          |
| Ost-Berlin       | SG Lichtenberg 47              |
| Frankfurt (Oder) | BSG Motor Eberswalde           |
| Magdeburg        | BSG Traktor Gröningen          |
| Halle            | BSG Chemie Leuna               |
| Leipzig          | BSG Chemie Torgau              |
| Cottbus          | BSG Lokomotive Cottbus         |
| Dresden          | SC Stahl Riesa                 |
| Karl-Marx-Stadt  | BSG Motor Brand Langenau       |
| Erfurt           | BSG Aktivist Bleicherode       |
| Gera             | BSG Chemie Jena                |
| Suhl             | BSG Einheit Sonneberg          |

## Aufstiegsrunde zur II. DDR-Liga
Sechs Mannschaften aus den 15 Bezirksligen stiegen zur nächsten Saison in die II. DDR-Liga auf. In drei Gruppen zu je fünf Mannschaften, ermittelten die 15 Bezirksmeister die Aufsteiger. Die beiden Erstplatzierten jeder Gruppe stiegen auf.

### Staffel 1
In der Staffel 1 spielten die Vertreter aus den Bezirken Rostock, Magdeburg, Leipzig, Cottbus und Erfurt.

Abschlusstabelle
| Pl. | Mannschaft               | Sp. | S | U | N | Tore    | Quote | Punkte |
| --- | ------------------------ | --- | - | - | - | ------- | ----- | ------ |
| 1.  | BSG Motor Stralsund      | 8   | 6 | 0 | 2 | 017:120 | 1,42  | 12:40  |
| 2.  | BSG Lokomotive Cottbus   | 8   | 4 | 2 | 2 | 021:150 | 1,40  | 10:60  |
| 3.  | BSG Aktivist Bleicherode | 8   | 3 | 1 | 4 | 023:170 | 1,35  | 07:90  |
| 4.  | BSG Chemie Torgau        | 8   | 2 | 2 | 4 | 014:170 | 0,82  | 06:10  |
| 5.  | BSG Traktor Gröningen    | 8   | 2 | 1 | 5 | 011:250 | 0,44  | 05:11  |

Kreuztabelle

Die Kreuztabelle stellt die Ergebnisse aller Spiele dieser Aufstiegsrunde dar. Die Heimmannschaft ist in der linken Spalte aufgelistet und die Gastmannschaft in der obersten Reihe.
| Staffel 1 24. April 1954 – 12. Juni 1954 | Staffel 1 24. April 1954 – 12. Juni 1954 | BSG Motor Stralsund | BSG Lokomotive Cottbus | BSG Aktivist Bleicherode | BSG Chemie Torgau | BSG Traktor Gröningen |
| ---------------------------------------- | ---------------------------------------- | ------------------- | ---------------------- | ------------------------ | ----------------- | --------------------- |
| 1.                                       | BSG Motor Stralsund                      |                     | 4:1                    | 2:1                      | 3:2               | 3:1                   |
| 2.                                       | BSG Lokomotive Cottbus                   | 2:0                 |                        | 4:1                      | 0:1               | 3:1                   |
| 3.                                       | BSG Aktivist Bleicherode                 | 1:3                 | 3:3                    |                          | 4:1               | 9:2                   |
| 4.                                       | BSG Chemie Torgau                        | 1:2                 | 4:4                    | 0:3                      |                   | 5:1                   |
| 5.                                       | BSG Traktor Gröningen                    | 3:0                 | 1:4                    | 2:1                      | 0:0               |                       |

### Staffel 2
In der Staffel 2 spielten die Vertreter aus den Bezirken Potsdam, Halle, Dresden, Gera und Suhl.

Abschlusstabelle
| Pl. | Mannschaft            | Sp. | S | U | N | Tore    | Quote | Punkte |
| --- | --------------------- | --- | - | - | - | ------- | ----- | ------ |
| 1.  | BSG Chemie Leuna      | 8   | 5 | 3 | 0 | 023:700 | 3,29  | 13:30  |
| 2.  | SC Stahl Riesa        | 8   | 3 | 3 | 2 | 012:800 | 1,50  | 09:70  |
| 3.  | BSG Motor Sonneberg   | 8   | 3 | 3 | 2 | 014:120 | 1,17  | 09:70  |
| 4.  | BSG Motor Hennigsdorf | 8   | 3 | 0 | 5 | 014:230 | 0,61  | 06:10  |
| 5.  | BSG Chemie Jena       | 8   | 1 | 1 | 6 | 009:220 | 0,41  | 03:13  |

Namensänderung vor der Aufstiegsrunde
- BSG Einheit Sonneberg ↔ BSG Motor Sonneberg

Kreuztabelle

Die Kreuztabelle stellt die Ergebnisse aller Spiele dieser Aufstiegsrunde dar. Die Heimmannschaft ist in der linken Spalte aufgelistet und die Gastmannschaft in der obersten Reihe.
| Staffel 2 24. April 1954 – 12. Juni 1954 | Staffel 2 24. April 1954 – 12. Juni 1954 | BSG Chemie Leuna | SC Stahl Riesa | BSG Motor Sonneberg | BSG Motor Hennigsdorf | BSG Chemie Jena |
| ---------------------------------------- | ---------------------------------------- | ---------------- | -------------- | ------------------- | --------------------- | --------------- |
| 1.                                       | BSG Chemie Leuna                         |                  | 2:1            | 1:1                 | 6:0                   | 4:1             |
| 2.                                       | SC Stahl Riesa                           | 2:2              |                | 2:1                 | 3:0                   | 3:1             |
| 3.                                       | BSG Motor Sonneberg                      | 2:2              | 0:0            |                     | 4:1                   | 3:1             |
| 4.                                       | BSG Motor Hennigsdorf                    | 0:3              | 1:0            | 5:2                 |                       | 3:0             |
| 5.                                       | BSG Chemie Jena                          | 0:3              | 1:1            | 0:1                 | 5:4                   |                 |

### Staffel 3
In der Staffel 3 spielten die Vertreter aus den Bezirken Schwerin, Neubrandenburg, Ost-Berlin, Frankfurt (Oder) und Karl-Marx-Stadt.

Abschlusstabelle
| Pl. | Mannschaft                     | Sp. | S | U | N | Tore    | Quote | Punkte |
| --- | ------------------------------ | --- | - | - | - | ------- | ----- | ------ |
| 1.  | BSG Fortschritt Neustadt-Glewe | 8   | 5 | 0 | 3 | 021:100 | 2,10  | 10:60  |
| 2.  | SG Lichtenberg 47              | 8   | 4 | 1 | 3 | 018:150 | 1,20  | 09:70  |
| 3.  | BSG Motor Brand Langenau       | 8   | 4 | 0 | 4 | 021:150 | 1,40  | 08:80  |
| 4.  | BSG Motor Eberswalde           | 8   | 4 | 0 | 4 | 014:190 | 0,74  | 08:80  |
| 5.  | BSG Lokomotive Waren-Rethwisch | 8   | 2 | 1 | 5 | 012:270 | 0,44  | 05:11  |

Kreuztabelle

Die Kreuztabelle stellt die Ergebnisse aller Spiele dieser Aufstiegsrunde dar. Die Heimmannschaft ist in der linken Spalte aufgelistet und die Gastmannschaft in der obersten Reihe.
| Staffel 3 24. April 1954 – 12. Juni 1954 | Staffel 3 24. April 1954 – 12. Juni 1954 | BSG Fortschritt Neustadt-Glewe | SG Lichtenberg 47 | BSG Motor Brand Langenau | BSG Motor Eberswalde | BSG Lokomotive Waren-Rethwisch |
| ---------------------------------------- | ---------------------------------------- | ------------------------------ | ----------------- | ------------------------ | -------------------- | ------------------------------ |
| 1.                                       | BSG Fortschritt Neustadt-Glewe           |                                | 7:0               | 2:1                      | 2:0                  | 2:3                            |
| 2.                                       | SG Lichtenberg 47                        | 2:0                            |                   | 4:1                      | 4:1                  | 6:0                            |
| 3.                                       | BSG Motor Brand Langenau                 | 2:1                            | 4:1               |                          | 4:1                  | 6:1                            |
| 4.                                       | BSG Motor Eberswalde                     | 1:5                            | 1:0               | 2:1                      |                      | 5:2                            |
| 5.                                       | BSG Lokomotive Waren-Rethwisch           | 1:2                            | 1:1               | 3:2                      | 1:3                  |                                |